# فرودگاه باتسویل رجینال
فرودگاه باتسویل رجینال (به انگلیسی: Batesville Regional Airport) یک فرودگاه همگانی بهره‌برداری هوایی با کد یاتا BVX است که یک باند فرود آسفالت دارد و طول باند آن ۱۸۲۹ متر است. این فرودگاه در کشور ایالات متحده آمریکا قرار دارد و در ارتفاع ۱۴۲ متری از سطح دریا واقع شده‌است.